# Bertrand Herz

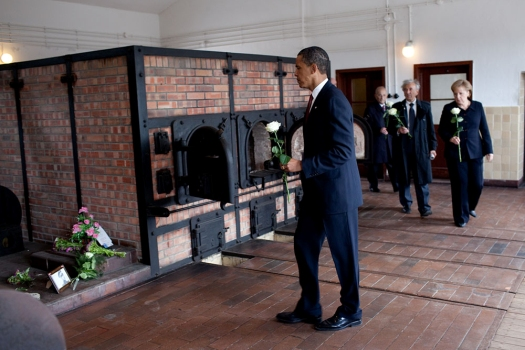
US-Präsident Barack Obama im KZ Buchenwald mit Angela Merkel, Elie Wiesel und Bertrand Herz, 5. Juni 2009

Bertrand Herz (geboren 24. April 1930 in Paris; gestorben 20. Mai 2021 ebenda) war ein französischer Ingenieur und Hochschullehrer jüdischer Abstammung, der als Jugendlicher im KZ Buchenwald Zwangsarbeit leisten musste. Ab 2001 war er Generalsekretär der Association Française Buchenwald Dora et Kommandos und Präsident des Internationalen Komitees Buchenwald-Dora und Kommandos.

## Leben und Wirken
Nachdem die Familie 1942 in den nichtbesetzten Teil Frankreichs geflohen war, wurde Bertrand Herz mit mehreren Angehörigen im Juli 1944 von der Gestapo verhaftet, zwischenzeitlich in Toulouse interniert und anschließend mit dem Vater ins KZ Buchenwald deportiert, während Mutter und Schwester ins KZ Ravensbrück überstellt wurden. Er bekam die Häftlingsnummer 69592 und war im Block 61 des Kleinen Lagers untergebracht. Zusammen mit seinem Vater musste er im KZ-Außenlager Niederorschel Zwangsarbeit im Flugzeugwerk Junkers verrichten, wodurch sein Vater noch im Januar 1945 verstarb. Nach seiner Rückführung nach Buchenwald erlebte Herz dort am 11. April 1945 die Befreiung des KZ Buchenwald durch die 3. US-Armee.
Wenige Wochen nach der Befreiung kehrte er nach Frankreich zurück, wohin auch seine Schwester inzwischen zurückgekehrt war, während die Mutter im Dezember 1944 im KZ Ravensbrück ums Leben gekommen war.
Bertrand Herz absolvierte ein Studium an der École polytechnique, wo er 1953 sein Patent als Diplomingenieur erwarb.
Anschließend trat er in die Französische Marine ein, in der er für mehrere Jahre als Kommandant der Reserve geführt wurde. In dieser Zeit, 1958, erweiterte er sein Wissen von der Informatik und spezialisierte sich auf organisationstechnische, beratende und leitende Tätigkeiten auf dem Feld der Informatik. Außerdem arbeitete er für eine Versicherungsfirma und war Mitarbeiter eines großen Konzerns.
Aufgrund seiner Befähigungen wurde er 1985 zum Professor am Technologischen Institut der Universität Paris V berufen, wo er bis 1994 lehrend tätig war. In der Folgezeit sah er seine Aufgabe noch mehr in der Vertretung der französischen ehemaligen Buchenwaldhäftlinge und übernahm dafür hohe Leitungsfunktionen.
Bertrand Herz starb am 20. Mai 2021 im Alter von 91 Jahren in Paris.

## Ehrungen
- Ihm wurde am 18. September 2006 von der Französischen Republik der nationale Verdienstorden Ordre national du Mérite verliehen.
- Die Stadt Weimar zeichnete Herz am 3. Oktober 2009 mit der Ehrenbürgerwürde aus.[3]
- Ihm wurde der Verdienstorden des Freistaats Thüringen am 10. April 2010 verliehen.
- Am 13. April 2011 wurde ihm der Titel Ritter der Ehrenlegion verliehen.[4]